# Zanna affinis
Zanna affinis är en insektsart som först beskrevs av John Obadiah Westwood 1839.  Zanna affinis ingår i släktet Zanna och familjen lyktstritar. Inga underarter finns listade i Catalogue of Life.